# Fitana
Fitana – rodzaj pluskwiaków różnoskrzydłych z rodziny zajadkowatych i podrodziny Stenopodainae.

## Występowanie
Wszystkie należące tu gatunki są endemitami Madagaskaru.

## Systematyka
Dotychczas opisano 3 gatunki z tego rodzaju:
- Fitana alluaudi Villiers, 1948
- Fitana orophila Villiers, 1961
- Fitana vadoni Villiers, 1968